# Mergançol
La riera de Margançol, la qual trobem esmentada de diverses maneres tal com Margansol, Mergançol, Mardansol, Merdançol i en el seu primer tram rep el nom de riera de Borredà, és un afluent per l'esquerra del riu Llobregat. Neix a uns 1.300 m d'altitud en els serrats prepirinencs de Sant Jaume de Frontanyà i té en els seus primers 6 km una orientació nord-sud i en els 10 km restants, est-oest, fins a l'aiguabarreig amb el Llobregat al pantà de la Baells.
El naixement de la riera de Margançol està format per la unió de tres torrents: el torrent dels Oms, el torrent de Picanyes i el torrent de Puig Miró dels quals només se n'observen dos que conflueixen per donar lloc a la riera. Al llarg del seu curs, la riera rep l'aportació d'aigua de diferents afluents que en fan augmentar una mica el seu cabal, es pot dir que els principals afluents de la riera són: la riera del Pontarró o torrent Gran, que neix aigües avall a sota del poble de Borredà i aflueix a la riera per la dreta; i la riera de Vilada, que neix a sota el Puig Lluent i aflueix al Margançol al sud de Vilada.